# Mokoomba
Mokoomba est un groupe musical, originaire de Victoria Falls, au Zimbabwe. Formé dans les années 2000 et composé de six membres, il est actuellement produit par le label discographique belge Igloo Records.

## Biographie
Formé entre 2002 et 2007 selon les sources, le groupe commence sa carrière professionnelle en 2008. À sa victoire au Music Crossroads InterRegional Festival (IRF) de Lilongwe, au Malawi, il gagne une tournée européenne et l'enregistrement d'un premier album de six titres, Kweseka. Leurs chansons traitent de la vie zimbabwéenne, de l'épidémie du sida, et de maladies sociales, notamment, avec un message de fond de garder l'espoir. Leur tournée de 2009 remporte un succès dans de grandes villes européennes comme Stockholm, Bruxelles, Oslo, Barcelone, Bilbao ou Amsterdam, menant à une nouvelle tournée en 2010 à travers l'Europe. Ils parcourent alors nombreux festivals : le Colors Festival en République tchèque, le festival Couleur Café à Bruxelles, le Meyouzik Festival au Luxembourg, le Pirineos Festival en Espagne, l'Afrikafestival en Hollande, etc.
Leur deuxième album Rising Tide, produit par la chanteuse ivoirienne Manou Gallo, est très bien accueilli par le public et les critiques, et est notamment nommé au Songlines Music Award 2013 dans la catégorie « Révélation », décernée par le magazine anglais Songlines. Le groupe allie instruments traditionnels et modernes pour livrer une musique rassemblant différentes cultures du Sud de l'Afrique. Ils chantent également en tonga. Cette influence leur vient de leur soliste Mathias Muzaza, grand voyageur qui s'est nourri d'un héritage musical africain vaste. 
Plusieurs tournées sont prévues pour le groupe en 2014, en Europe, Amérique du Nord, Australie et Nouvelle-Zélande[réf. nécessaire].

## Membres
- Mathias Muzaza - chant principal, percussions[1]
- Trustworth Samende - guitare, accompagnement chant[1]
- Abundance Mutori - basse, accompagnement chant[1]
- Donald Moyo - claviers, accompagnement chant[1]
- Ndaba Coster Moyo - batterie, accompagnement chant[1]
- Miti Mugande - percussions, accompagnement chant[1]

## Discographie
- 2009 : Kweseka (Zig Zag World)
- 2012 : Rising Tide(Zig Zag Word / Igloo Mondo)
- 2017 : Luyando (Outhere Records)